# كل شيء طعمه أفضل مع البيكون
كل شيء طعمه أفضل مع البيكون: 70 وصفة مذهلة لكل وجبة يومية  هو كتاب طبخ لمؤلفته سارة بيري يتضمن وصفات طعام يدخل البيكون في إعدادها. تعمل مؤلفة الكتاب كمعلقة وكاتبة عامود في صحيفة ذا أوريجونيان. أصدرت دار النشر كرونيكل بوكس الكتاب في الولايات المتحدة في 1 مايو من عام 2012، كما وأطلقت دار النشر ايديشنش دي هومي النسخة الفرنسية من الكتاب في عام 2004 في مونتريال. يحتوي الكتاب أفكار ومبادئ بيري في إعداد وصفات الطعام التي تجمع بين السكر والبيكون. وتضمن كتابها وصفات يدخل البيكون في إعدادها سواءً كانت طبق عادي أم يدخل تحت نطاق الحلويات.
حصل الكتاب على نقدٍ بناء، وأدرجت وصفات من الكتاب في كتاب أفضل الوصفات الأمريكية 2003-2004. صنفته صحيفة سان بطرسبرج تايمز كأكثر كتب الطبخ فريد وممتع، كما أثنت نفس الصحيفة عليه في مقالة كتب الطبخ المفضلة لعام 2002، كما قامت صحيفة دنفر بوست بإدراجه في قائمة أفضل كتب الطبخ لعام 2012. أنتقدت صحيفة تورنتو ستار قلة براعة بيري في انتقاء وصفات الكتاب.

## الخلفية
تسكن بيري في مقاطعة بورتلان في ولاية أوريجون، وتعمل كاتبة عامود في صحيفة ذا أوريجونيان.  بالإضافة لكونها معلقة أطعمة،  ومؤلفة كتب طبخ. قبل كتابة كتابها كل شيء طعمه أفضل مع البيكون ألفت أربعة كتب وهي : كتاب الطبخ الجديد الشامل، كتاب الشاي الجديد، الكريسمس تريتس ويك أندز وذ كيدز. اقترح رئيس تحرير دار كرونيكل بوكس البيكون كعنوان لكتابها القادم. كان استخدام البيكون ينتشر كما ذاع صيته كذلك، لكنها كانت تؤمن بصعوبة المهمة نظراً لقلة عدد الوصفات التي يدخل في إعدادها البيكون. تذكرت بيري ولعها طبق العسل ولحم الخنزير المخبوز، فدمجت السكر والبيكون في إعداد الأطباق.  عندها أدركت أن البيكون يمكن أن يستخدم لإضفاء نكهة على الأطباق مثل السلطات والباستا.  لاحظت بيري أن البيكون يزيد حلاوة وملوحة الأطباق التي يدخل بها.  نشرت دار النشر كرونيكل بوكس الكتاب لأول مرة باللغة الإنجليزية على هيئة كتاب الجيب في 1 مايو 2012.  بيع الكتاب بسعر 18.95 دولار أمريكي للنسخة الواحدة بإصداره الأول.  كما نشرت دار النشر ايديشنش دي النسخة الفرنسية على هيئة كتاب الجيب أيضا في عام 2004 كجزء من سلسلتها ما الطبق!.

## ملخص المحتويات

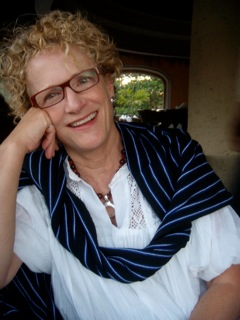
سارة بيري في 2009

عبرت بيري عن مشاعرها عن البيكون في مقدمة الكتاب، واصفةً رائحته أثناء طبخه أنها تساعدها على بداية يومها وتزويدها بشعور من الهدوء.  تضمنت بداية كتابها خلفية عن البيكون جائت في فصل «إحضار البيكون للبيت» عن أنواعه وطرق تخزينه للقارئ.  يتضمن الكتاب 70 وصفة لأطباق يدخل البيكون في إعدادها.  رتب الفل التاسع من الكتاب بحسب الموضوع فهناك موضوع عن أطباق الفطور، والخضراوات الورقية، الباستا، والأطباق الجانبية، والأطباق التي تقدم في الحفلات، والحلويات، والأطباق الفاتحة للشهية.  كما تضمن الكتاب السندويشات المستخدم فيها البيكون كمكون إضافي وليس رئيسي،  مثل البيكون المقرمش المقدم على وجه أنواع الأيس كريم المختلفة، والبيكون المعد للاستخدام مع الفواكه المقرمشة، والفطائر. 22 كما تضمن الكتاب طرق الطهو المختلفة لطبخ البيكون باستخدام مقلاة أو في الفرن أو تحت السلمندر لإخراج أقصى قدر من نكهته ومظهره. الشروحات في الكتاب أدرجت بواسطة المصورة شيري جيبلن. 

## النقد
حصل الكتاب على نقد سلبي وإيجابي. أوردت صحيفة شيكاغو تريبيون في تقريرها أنه قد تم بيع 30 ألف نسخة من الكتاب في الشهر الأول من نشره. وعلقت جانيت كيلر من صحيفة سان بطرسبرج تايمز إيجابا على عنوان الكتاب.  لاحظت أن العمل حاز على نقد من قبل نقاد الأطعمة الذين علقو إيجابيا على محتويات الكتاب وعلاقته بعنوانه. قابلت كيلر مؤلف كتاب «أفضل الوصفات الأمريكية 2003-2004»، فران ماكولو الذي فترض ذلك أن الحمية الغذائية أتكينز (الذي يعتمد على الحدّ من تناول الكربوهيدرات لتحويل عملية الأيض من استقلاب الجلوكوز كمصدر طاقة لتحويل الدهون المخزّنة لمصدر طاقة. ) ساعد على زيادة شعبية استخدام البيكون. كما صنف كواحد من بين «أكثر كتب الطبخ المثيرة للاهتمام والفريدة من نوعها».  
تلقت المصورة جيبلين تعليقات جيدة من الصحيفة اليومية ذا كينسس سيتي ستار حيث أثنت على صور الأطباق التي تضمنها الكتاب. ضم الناقد الأدبي دوايت غارنر من صحيفة نيويورك تايمز الكتاب إلى قائمة كتب الطبخ المفضلة المطبوعة حديثا. أنتقدت مراجعات الكتاب الوصفات الخاصة بالحلويات لكنها أتفقت على محتويات الكتاب بشكل عام التي رفعت من وجهة نظرهم إسخدام البيكون في الطهو. نشرت صحيفة ذا أريزونا ديلي ستار الكتاب في قسم المواضيع الساخنة وعلمته بالخط العريض. كتب مارتي ميتوس لصحيفة روكي ماونتن نيوز أن الكتاب فتح شهيته إتجاه أطباق البيكون.  حيث أعجب بوصفات الحلوى مثل حلوى البندق والبيكون المقرمشة، زبدة الفول السوداني المطهوة مع البيكون، الإجاص والتفاح المقرمش مع البيكون المطبوخ بالسكر البني، وفطيرة روبي بالزبيب واللحم المفروم. أما وصفة مابل سنداي فقد ألهمت الشيف التنفيذي لديكسون داونتاون جرل في دنفر في إعداد وصفته الأيس كريم بالمكادميا والبيكون المقرمش. 
سلطت الكاتبة مارلين باريش في صحيفة بيتيسبرغ بوست غازيت الضوء على الكتاب في مقالتها «كتب الطبخ المفضلة لعام 2012». حيث أستمتعت بأخذ عينات من وصفات الكتاب وأضافت أن روبرت أتكنز، منشئ حمية أتكنز، سيعجب بوصفة الجانزولا تشييز برغر مع البيكون. ضمنت صحيفة دينفر الكتاب في أفضل كتب الطبخ لعام 2002.  كما ورد في مقالة أخرى في نفس الصحيفة وصفات من الكتاب مثل سباغيتي ألا كاربونارا. سلطة كوبب، الإجاص والتفاح المقرمش مع البيكون والسكر البني.  أنتقدت مراجعة في صحيفة تورنتو ستار قلة إبداع بيري في اختيار وصفات الكتاب. وأضافت الصحيفة أن الكتاب كان جيدا بمقارنة بنفس النوع من الكتب، كما كان سهل الفهم نظرا لمحدودية عدد الوصفات التي تضمنها الكتاب. مدحت ميشيل آنا جوردن من صحيفة ديموقرت نيوز عمل بيري، وعلقت بأن المؤلفة نجحت في اختيار العنوان وما يحتويه الكتاب. 